# Vincent Voiture
Vincent Voiture (født 23. februar 1597 i Amiens, død 26. maj 1648 i Paris) var en fransk forfatter.
Voiture, der var søn af en vinhandler, studerede i Paris og fik trods sin borgerlige herkomst indpas i de fineste kredse i kraft af sit vid og sine muntre indfald. Han blev fremragende medlem af Hôtel-de-Rambouilletsalonen og tjente først hertug Gaston af Orléans, senere Richelieu, til sidst kongen selv. I deres tjeneste foretog han rejser til Spanien og Italien og skrev derfra breve hjem til Paris og fra Paris breve til venner, der drog i felten eller i diplomatisk mission. I levende livet fik Voiture intet udgivet, han brød sig alene om at glimre i selskabslivet, at være galant, frivol og spirituel til salonbrug, at improvisere sonetter og epigrammer, rondeaux og madrigaler over døgnets små intriger og pointer. Heller ikke hans breve er betydelige af indhold, men udtryksmåden spiller i en let kauserende og smidig form og opdyrker sproget til en yndefuld og behændig udtryksfinhed, der indvarsler den kommende tids, særlig Voltaires, glimrende prosa. Først efter hans død samledes hans Œuvres af hans nevø Martin Pinchêne (1650). Senere udgaver skyldes Abdolonyme Ubicini (1855), Amédée Roux (1856) og Octave Uzanne (1880).